# Daniel Conceicao Silva
Daniel Conceicao Silva (sinh ngày 10 tháng 10 năm 1970) là một cầu thủ bóng đá người Brasil.

## Sự nghiệp câu lạc bộ
Daniel Conceicao Silva đã từng chơi cho Kyoto Purple Sanga và Vissel Kobe.

## Thống kê câu lạc bộ

### J.League
| Đội                | Năm       | J.League | J.League | J.League Cup | J.League Cup | Tổng cộng | Tổng cộng |
| Đội                | Năm       | Trận     | Bàn      | Trận         | Bàn          | Trận      | Bàn       |
| ------------------ | --------- | -------- | -------- | ------------ | ------------ | --------- | --------- |
| Kyoto Purple Sanga | 1997      | 24       | 7        | 0            | 0            | 24        | 7         |
| Vissel Kobe        | 2001      | 29       | 7        | 3            | 1            | 32        | 8         |
| Vissel Kobe        | 2002      | 11       | 1        | 5            | 1            | 16        | 2         |
| Tổng cộng          | Tổng cộng | 64       | 15       | 8            | 2            | 72        | 17        |